# Sippenhaft
 (décembre 2010).
Si vous disposez d'ouvrages ou d'articles de référence ou si vous connaissez des sites web de qualité traitant du thème abordé ici, merci de compléter l'article en donnant les références utiles à sa vérifiabilité et en les liant à la section « Notes et références ».

La Sippenhaft ou Sippenhaftung [ˈzɪpn̩ˌhaftʊŋ] (terme allemand, traduit en français par « responsabilité du clan » ou « de la parenté ») est une peine du droit allemand, faisant peser sur la famille d'un criminel de lourdes conséquences.
Originaire du Moyen Âge germanique, cette pratique réapparaît dans le corpus légal dans l'Allemagne nazie. Dans ce contexte, les proches des auteurs de crimes contre l'État étaient tenus pour responsables à égalité et pouvaient être arrêtés, voire exécutés.

## Principe
Étendre la sanction d'un acte à l'entourage de l'auteur est une vieille application de la responsabilité collective des individus à travers l'histoire sociale. Cette pratique, perpétuée par les régimes autoritaires, totalitaires et théocratiques, mais aussi par la pègre, les groupes paramilitaires et certains mouvements de guérilla, est depuis longtemps combattue dans et par des démocraties au nom des principes d'égalité, de justice et de proportion, mais on en constate régulièrement la résurgence partout dans le monde.

## Aperçu historique
En droit germanique, la responsabilité de la parenté prend sa source dans le droit coutumier où le maintien de la paix publique au sein du clan entraînait la nécessité de proscrire les individus dangereux et de faire payer la peine à leur famille. On brûlait leur maison, les liens étaient rompus, leur femme regardée comme veuve et leurs enfants comme orphelins. Personne ne pouvait les loger ou les nourrir. Cette forme de justice imprègne le folklore germanique (sagas islandaises, Nibelungen). Selon Harald Mainhol[réf. nécessaire], il existait aussi une responsabilité frappant la famille en droit romain, en particulier pour les régicides.

### La Sippenhaftung comme facteur de paix au sein d'un clan
Ceux qui commettaient des délits considérés comme portant atteinte à la paix publique étaient bannis et leur famille ne pouvait plus les aider, tous devaient venir au secours du lésé contre l'offenseur (nachheilen) dans la guerre privée qu'il livrait à l'offenseur. La guerre finissait par l'exécution d'acte de justice privée consistant principalement en la saisie des biens de l'offenseur et un serment de ne pas vouloir se venger. Le Wergeld était dû en cas d'homicide, tandis que les autres crimes tels que le défi illégal étaient punis de confiscations faites par le lésé lui-même. S'il n'était payé, le lésé pouvait tuer l'offenseur sans se mettre en tort.
Le criminel ne bénéficiait plus du respect de son domicile lequel pouvait être brûlé. Entre parents (Sippe), il était interdit de se livrer à une guerre privée ou de porter plainte contre la parentèle. Pour cela, il fallait d'abord se séparer du parent (au sens large) en cause. Les personnes indignes pouvaient être exclues de la parenté par le clan. Toutes ces décisions étaient prises par le tribunal auquel tout homme libre devait assister.
Ce système fut affecté par l'apparition de grands propriétaires fonciers dont l'Église auxquels les hommes libres prêtaient allégeance, tandis que des clans plus grands qu'autrefois se formaient et qu'un système féodal auquel revient le maintien de la paix remplace les chefferies dont le droit est maintenu d'une manière disparate. Les guerres de succession franques jusqu'au couronnement de Charlemagne marquent une période d'effacement du souci de paix publique.
Dans l'Empire franc, chacun est jugé selon son statut personnel et peut faire appel devant le roi. Celui-ci devint exclusivement compétent pour constater les atteintes à la paix pour 8 cas (atteinte aux églises, veuves, orphelins, indigents, enlèvement de femme, violation de domicile, incendie et désertion) sanctionnés par l'exclusion de toute juridiction, sauf la flagrance qui relevait du juge ordinaire. Il devint impossible pour tout homme libre d'assister aux sessions judiciaires du fait de la complexification du système judiciaire, et l'on n'est plus obligé d'assister au jugement des affaires mineures.
Le catalogue des atteintes s'étend, étant constitué du meurtre, rapt, rapine, brigandage, grand vol, bande criminelle. La mort et les mutilations sont remplacées par des amendes. La proscription est réduite à un certain temps, ou suspendue en cas de réparation. L'obligation d'assister le lésé incombe désormais aux fonctionnaires. La guerre privée justifiée par ces atteintes ne peut plus être exercée que contre les parents proches, et non plus l'ensemble de la parenté.
Un exemple de proscription dans les pays d'Europe du nord est celui d'Erik le Rouge.

### Évolution de Charlemagne aux Hohenstauffen: la guerre privée au haut Moyen Âge
La décadence de l'empire au profit des seigneurs féodaux permet une résurgence de la guerre privée que le maintien de la paix publique cherchait à combattre. C'est alors l'église qui initie la limitation de la guerre privée (Xe siècle), notamment par la Trêve de Dieu (1041) (pas de guerre du mercredi soir au lundi matin). Un crime commis pendant la Trêve est puni d'un long exil à Jérusalem, puis plus tard d'excommunication. Celle-ci est ensuite supplée par l'idée de paix permanente qui ne peut être réalisée que par la suppression des guerres privées. La Trêve est reprise en Allemagne dans une paix publique de 1083 de l'évêque de Cologne, puis est étendue à tout l'Empire en 1085 par les autres évêques. Cette trêve fut parfois respectée mais n'eut en général que peu d'effet. Dans les paix publiques d'Empire, la proscription touchera les gens excommuniés par l'Église. Le fait aussi de ne pas jurer la paix publique ôtait le bénéfice de la juridiction ecclésiastique.

### Vers un règlement d'Empire de la guerre privée sous les Hohenstaufen

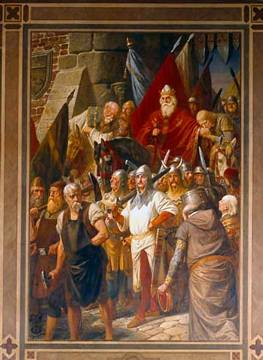
Henri IV accorde les capitulations à Mayence (tapisserie de la salle impériale du palais de Goslar).

En 1103, les grands seigneurs séculiers prêtent un serment garantissant la paix aux églises, au clergé, aux moines, aux marchands, aux femmes, aux juifs. Il est interdit d'entrer dans une maison ou de l'incendier, nul ne peut tuer ou blesser pour une dette, nul ne doit protéger le coupable de tels faits et le château où il se réfugiera sera détruit. Les peines sont: aveuglement, ablation d'une main, perte de fief et de terres. La peine pour vol dépend de son importance. Il s'agit d'un recul par rapport à la position impériale précédente pour qui toute violence, dont la guerre privée, est contraire à la paix publique. La guerre privée reste alors légale.
En 1152, Frédéric Ier proclame une loi de paix publique d'Empire[à vérifier] qui est une loi permanente (par différence avec les traités de paix temporaires entre partis généralement conclus en ce temps). Elle ne vise pas la guerre privée puisque celle-ci est illégale. Elle vise une série de crimes graves et les peines afférentes, puis des règles civiles et publiques. Une autre loi de paix publique permanente est proclamée en 1158, enjoignant ses sujets à garder la paix et une alliance permanente entre eux. Les princes et fonctionnaires jurent de garantir cette paix, qui doit être renouvelée tous les 5 ans. Le lésé doit s'adresser à un tribunal. Celui qui rompt la paix est puni de lourdes amendes. D'autres paix de Frédéric Ier reprennent les caractères des paix publiques antérieures du fait de l'affaiblissement de l'Empereur, permettant regrettablement la guerre privée, y compris la "Constitution contra incendiarios" du 29 décembre 1186 alors qu'il est à nouveau au faîte de sa gloire. Celle-ci oblige à prévenir par un messager 3 jours à l'avance qu'un préjudice va être porté et à apporter la preuve de l'exécution de cette obligation.

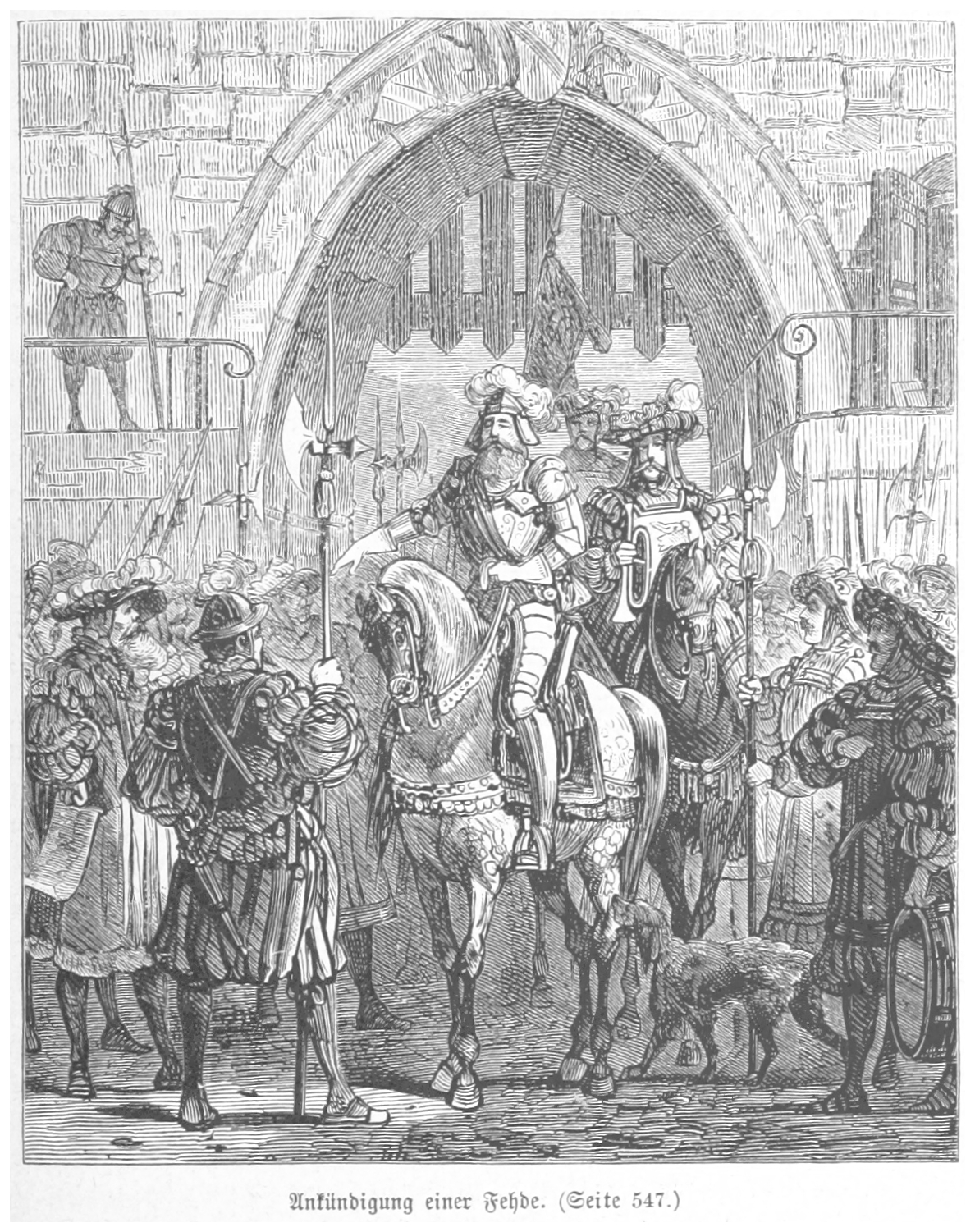
Annonce d'une guerre privée.

Les transgressions aux paix publiques (meurtre, viol, rapine, vol) prises en compte sans distinction de classe relèvent de la haute justice qui se transforme en une justice criminelle poursuivant les individus dangereux pour la société et leur appliquant des peines de mort, de mutilation, de proscription et d'amende. Le renforcement entre 1231 et 1232 du droit des seigneurs et des évêques leur transmet le règlement des questions de paix publique.
Les Capitulations de Mayence de 1235, première loi en allemand, disposent qu'il faut d'abord tenter de résoudre les conflits par la voie judiciaire, la guerre privée n'étant permise qu'en cas d'indigence de la justice. Le non-respect du délai de 3 jours pour porter un défi entraîne déchéance définitive du droit, ce qui transforme l'acte en « défi déloyal » (unrecht widersagen) qui est un crime contre la paix publique. La violation de la paix solennellement jurée est punie de ban, lequel ne peut jamais être rompu si la violation résulte d'un meurtre. La proscription s'étend à celui qui aide un proscrit. La ville ou la maison où le banni trouve refuge sera rasée. La saisie ne peut plus être faite par le lésé sans accord du juge. Est enfin instituée une cour impériale suprême, dotée d'un secrétaire tenant le registre des proscrits et des jugements importants.

### Garantie de la paix publique par différentes entités sur plusieurs territoires
À la suite de la chute des Hohenstaufen, les villes créent une confédération pour exécuter les Capitulations de Mayence, notamment les dispositions abolissant de nombreuses douanes et droits de monnaie. L'élection de 1257 y mit un terme. L'affaiblissement de l'Empire fit que la gestion de la paix publique incomba aux seigneurs. Certains combattirent les rapines des chevaliers pillards dont les actes ne relevaient pas de la guerre privée. Les paix publiques sont renouvelées comme rappel du droit antérieur faisant partie du droit coutumier. Les personnes sous la coupe d'un seigneur relèvent de sa juridiction, mais les autres relèvent de la paix publique.
Les entités publiques jurent des paix à temps, du fait de la difficulté de réaliser effectivement les mesures requises par la paix publique perpétuelle. Les Hasbourg élus roi jurent la paix publique. Par la suite, par la Bulle d'or de 1356, les villes ne peuvent pas accorder la citoyenneté à ceux domiciliés hors de leurs murs, interdiction que les villes combattirent à l'occasion des proclamations de paix publique. Aucun défi ne peut être lancé hors du domicile de l'offenseur. Une juridiction particulière peut être érigée pour gérer la paix publique (Landgericht) avec à sa tête un « Obmann » dont le choix est fait avec veto du roi. Elle règle les conflits entre membres de la paix et fournit les moyens quand celle-ci doit être défendue à l'appel du lésé. La proscription frappe celui qui ne se rend pas devant le tribunal ou en refuse la sentence.
Du fait que différents textes de paix publiques de roi ou d'évêque se superposaient sur différents territoires, l'idée naît en 1381 de créer une paix qui s'étend par cercles aux territoires appliquant la législation de l'Empire, laquelle est proclamée en 1383 à Nuremberg, instituant des territoires dont les membres doivent se réunir à Nuremberg en cas de désaccord. En sont encore exclues les villes qui entre-temps créèrent des ligues entre elles. La paix publique temporaire d'Egra de mai 1389 supprime les ligues des seigneurs et des villes remplacées par des entités territoriales chapeautées par des comités dont les seigneurs élisent 5 membres et les villes 4.
Par la suite, des paix furent projetées ou proclamées pour créer une alliance contre les Turcs et les partis religieux. La gestion de la paix publique est confiée au Kammergericht. Les luttes intérieures deviennent des guerres pour le pouvoir politique et non plus des guerres destinées à obtenir la réparation d'un crime. En 1871, il est interdit de faire la guerre.
En résumé, la responsabilité pour la parenté pour des crimes contre l'ordre public comprend plusieurs obligations: venir en aide au lésé et ne pas assister le parent qui a été proscrit par le jugement du peuple. Le régime de la proscription s'est développé de sorte que les peines affligeant le proscrit s'appliquent aussi à celui qui lui apporte une aide, par différence avec le bannissement ou l'exil. Soit l'on se désolidarise du criminel, soit on subit son sort. Cette institution a perdu sa raison d'être avec l'émergence d'une justice criminelle moderne.

## Pratiques nazies
De nombreuses personnes qui n'avaient commis aucun crime furent arrêtées et punies au titre des lois de la Sippenhaft, introduites à la suite de l'échec du complot du 20 juillet 1944 visant à assassiner Adolf Hitler. Une loi de février 1945 menaçait également de mort les familles des chefs militaires qui avaient fait preuve de ce que Hitler considérait comme de la couardise ou du défaitisme face à l'ennemi. Selon certaines personnes âgées[Qui ?], le Sippenhaftung était déjà en cours en Moselle avant cette date et les jeunes qui étaient incorporés de force ou destinés au Reichsarbeitsdienst en relevaient.
Après l'échec du complot du 20 juillet, le Reichsführer-SS Heinrich Himmler déclara lors d'un rassemblement de Gauleiters à Poznań qu'il voulait « mettre en place une responsabilité absolue de la parenté… une très ancienne coutume pratiquée par nos ancêtres ». Selon lui, cette pratique aurait existé chez les anciens Teutons :

« Lorsqu'ils prononçaient le bannissement d'une famille et la déclaraient hors la loi, ou lorsqu'il existait une querelle de sang dans la famille, ils faisaient preuve de cohérence… Cet homme a commis une trahison ; son sang est mauvais ; il y a du sang de traître en lui ; cela doit être anéanti. Et dans la querelle de sang, tout le clan était anéanti jusqu'à son dernier membre. Et de cette façon aussi, la famille du comte de Stauffenberg sera anéantie jusqu'à son dernier membre. »

Et en effet, la famille de Claus von Stauffenberg, qui avait placé la bombe qui rata Hitler, fut frappée par ces mesures. Sa femme, Nina Schenk, comtesse von Stauffenberg, fut déportée au camp de concentration de Ravensbrück ; elle survécut et décéda en 2006. Son frère Alexander, qui ne savait rien du complot et servait dans l'armée allemande en Grèce, fut également déporté. Des punitions similaires furent infligées aux parents de Carl Friedrich Goerdeler, Henning von Tresckow, Adam von Trott zu Solz, Walther von Seydlitz-Kurzbach et beaucoup d'autres conspirateurs. Le fait que la plupart de ces familles appartinssent à la vieille aristocratie prussienne, une classe détestée par les nazis, renforça le zèle avec lequel elles furent persécutées. Les plus jeunes enfants des conjurés arrêtés ne furent pas emprisonnés mais placés dans des orphelinats sous de nouveaux noms : par exemple, les enfants Stauffenberg reçurent le nom de Meister.

« À Bad Sachsa, on réunit dans une institution spéciale des enfants séparés de leurs parents. Il y a là des bébés de quelques jours, des fillettes et des garçons, enfants des frères Stauffenberg, de von Lorighoffen-Freytag, de von Hofacker, von Treskow et d'autres condamnés. Ils y passent presque dix mois et sont délivrés par les troupes américaines le 12 avril 1945.
On les envoyait en promenade sur les routes au cours des bombardements. Ils ne savaient rien du sort de leurs parents et on les appelait d'un nom qui n'était pas le leur. »

— op. cit. Paul Berben (1964) p. 306-307.
Le général Dietrich von Choltitz fait état de cette pratique dont l'aurait informé un mystérieux « chef SS » dont il prétend ne pas connaître le nom. Il prit la précaution de mettre sa famille à l'abri avec l'aide du général Hans Speidel.

## Pratiques analogues
D'autres régimes ont utilisé des procédés similaires, sans toutefois les avoir codifiés dans une loi.
- En Israël, la Knesset a adopté en première lecture en date du 6 novembre 2024 un projet de loi en vertu duquel les citoyens israéliens d'origine palestinienne et parents au premier degré de personnes considérées comme terroristes peuvent être bannies et déportées vers la Bande de Gaza pour une durée d'au moins 7 ans et pouvant atteindre 20 ans[8].
- Dans les États se réclamant du communisme du bloc de l'Est, au nom de la lutte des classes et de la « vigilance révolutionnaire », des centaines de milliers de citoyens furent arrêtés et exécutés ou déportés au Goulag en tant que « parents d'ennemis du peuple »[9]. Les exemples les plus connus sont les Grandes Purges de Joseph Staline, dans les années 1930, dont Anna Larina, épouse de Nikolaï Boukharine.
- Au Maroc, après le coup d'État raté contre le roi Hassan II, la famille du général Mohamed Oufkir (sa femme Fatéma et ses 6 enfants dont un avait deux ans et demi) fut envoyée sans jugement le 24 décembre 1972 dans une prison secrète dans le désert du Sahara, dans des conditions extrêmement dures durant 19 ans. Sa fille Malika en témoigne dans La prisonnière, paru en 2000.
- Des pratiques semblables furent utilisées en République populaire de Chine pendant la Révolution culturelle des années 1960. Deng Pufang, fils de Deng Xiaoping, en est un exemple célèbre.[réf. nécessaire]
- Ces pratiques sont aussi monnaie courante en Corée du Nord à l'égard des familles des auteurs d'attentats terroristes.[réf. nécessaire]
- En Iran, notamment lors des manifestations commencées en 2022, le régime islamique menace les Iraniens réfugiés à l'étranger et exprimant un soutien aux manifestations locales pour une transition démocratique d'arrêter leurs parents vivant sur place[pas clair] et de les enfermer à la prison d'Evin, une prison principalement politique connue pour des pratiques de torture[10].
- En août 2023, Philippe Court, Préfet du Val-d'Oise, laisse entendre qu'il est derrière l'expulsion de la famille d'une personne condamnée par sa participation aux émeutes consécutives à la mort de Nahel Merzouk, bien que la déclaration ne soit pas exacte[11],[12],[13].